# Alangua
Alangua est un village appartenant à la municipalité de Salvatierra-Agurain dans la province d'Alava, situé dans la Communauté autonome basque en Espagne.